# Cheshire Phoenix
Cheshire Phoenix ist ein professioneller Basketballverein aus Chester in England. Der Verein wurde 1984 im benachbarten Ellesmere Port als Jets gegründet. Nach der Namensänderung in Cheshire Jets 1988 fand der Verein 1991 Aufnahme in die geschlossene Profiliga British Basketball League. 1993 wechselte man die Spielstätte und fand seinen Sitz im benachbarten Chester, dem Verwaltungssitz der heutigen Unitary Authority Cheshire West and Chester. Nach der Verlegung trat man zunächst als Chester Jets an, bevor man 2007 den alten Namen Cheshire Jets wieder annahm. Der Klub wurde im November 2012 vorübergehend von der Ligaleitung suspendiert und nahm nach einem Eigentümerwechsel seinen Spielbetrieb als Cheshire Phoenix wieder auf.

## Geschichte

### Beginn bis zum Umzug nach Chester (1984 bis 1993)
Die Jets wurden 1984 in Ellesmere Port gegründet, nachdem sich der Vorgängerverein Saint Saviours vom Spielbetrieb zurückgezogen hatte. Zunächst trat man unter dem Namenssponsor Motocraft Centre an, nannte sich aber nach dessen Rückzug nur noch Jets. 1991 gewann man die Meisterschaft in Division 2 der damals noch „National Basketball League“ genannten English Basketball League und erreichte die Aufnahme in die geschlossene Profiliga British Basketball League (BBL). Dort erreichte man im ersten Jahr nur zwei Saisonsiege und landete auf dem letzten Tabellenplatz in der Abschlusstabelle. Da in dieser Liga die bisherige Spielstätte Leisure Centre in Ellemore Port den Ansprüchen nicht genügte, wechselte man 1993 in die Northgate Arena in Chester und nannte sich fortan Chester Jets.

### Chester Jets (1993 bis 2007)
Der Verein nutzte die aus der Bosman-Entscheidung resultierende Veränderung der Ausländerbeschränkungen in der BBL, um sich ab 1996 unter den spielstärkeren Mannschaften der BBL zu etablieren. Hatte man in den Vorjahren die Saison immer auf einem der letzten drei Tabellenplätze beendet, gelang 1997 erstmals die Qualifikation für die Play-offs um die Meisterschaft. Hier verlor man nur knapp nach Verlängerung das Halbfinale gegen die Greater London Leopards. Die folgenden beiden Spielzeiten verpasste man eher knapp die Play-offs. 2000 und 2001 erreichte man die Play-offs und gewann mit dem Ligapokal BBL Trophy seinen ersten Titel in der BBL.
Nach dem ersten Titelerfolg 2001 gewann man in der Saison 2001/02 alle zu vergebenen relevanten Titel in der BBL. In der regulären Saison gewann man die Northern Conference der BBL mit der besten Bilanz aller Mannschaften und war auch in den BBL Play-offs nicht zu schlagen. Die Pokalwettbewerbe BBL Trophy, dem eine Gruppenphase vorausging, und National Cup hatte man zuvor ohne Niederlage gewonnen. Dave Gardner, der bis auf drei Spielzeiten seit 1990 für die Jets gespielt hatte, beendete seine Karriere mit 38 Jahren und seine Trikotnummer 11 wurde zu seinen Ehren „retired“ (deutsch zurückgezogen). Nachdem zuvor bereits Loren Meyer als Spieler der Jets zum „Most Valuable Player“ (MVP) der Saison 2000/01 gewählt worden war, wurde John Thomas sein Nachfolger 2002. Kenny Gregory wurde als dritter Jets-Spieler in Folge MVP der Saison 2002/03. In jener Saison reichte es jedoch nur zur Titelverteidigung der BBL Trophy, die man zum dritten Mal in Folge gewann. Nachdem man das Finale im National Cup gegen die Brighton Bears verloren hatte, schied man in den BBL Play-offs gegen den späteren Meister Scottish Rocks früh im Viertelfinale aus.
In der Saison 2003/04 gewann man zum vierten Mal in Folge die BBL Trophy. Als Hauptrundenfünfter gewann man in den Play-offs zunächst knapp mit drei Punkten gegen Titelverteidiger Scottish Rocks und dann knapp mit einem Punkt gegen die Brighton Bears, gegen die man in dieser Reihenfolge auch in den Play-offs der Trophy gewonnen hatte. Im Finale gewannen dann jedoch die Sheffield Sharks, die zuvor schon den nun BBL Cup genannten Pokalwettbewerb gewonnen hatten, gegen die Jets ihren ersten Play-off-Titel. In der Hauptrunde der Saison 2004/05 erreichte man die beste Bilanz aller Mannschaften, schied aber in den Pokalwettbewerben jeweils vor dem Finale aus. In den Play-offs reichte es mit BBL-MVP Trey Moore zum Einzug ins Finale, wo man den Newcastle Eagles unterlegen war, die die Jets bereits im Halbfinale der BBL Trophy entthront hatten. Damit war die erfolgreichste Zeit der Jets in der BBL beendet.

### Cheshire Jets (2007 bis 2012)
Während man 2006 noch knapp den Einzug in die Play-offs erreicht hatte, reichte es ein Jahr später auf dem neunten Platz in der Abschlusstabelle erstmals seit 2000 nicht mehr zur Qualifikation für die Meisterschafts-Endrunde. Mike Burton, der 19 Jahre als Eigentümer und Trainer bei den Jets gewirkt hatte, gab sein Amt auf und fehlende finanzielle Mittel konnten zunächst durch den Einstieg des neuen Namenssponsors BiG Storage aufgefangen werden, der die Namensänderung von Chester Jets zurück auf (BiG Storage) Cheshire Jets bewirkte.
Nachdem man 2008 die Play-offs verpasst hatte, schied man 2009 als Tabellenachter in der ersten Runde gegen den späteren Meister Newcastle Eagles aus. Nach dem Ausstieg des Sponsors BiG Storage wurde man nun von der Verwaltung der neu eingerichteten Unitary Authority Cheshire West and Chester unterstützt. In der Saison 2009/10 schied man ebenfalls in der ersten Play-off-Runde gegen den späteren Meister Everton Tigers aus, doch in den Pokalwettbewerben reichte es jeweils zum Einzug ins Finale, die jedoch beide verloren gingen. In der Saison 2010/11 stellte man zwar mit Jeremy Bell den BBL-MVP, doch bis auf eine Play-off-Halbfinalniederlage gegen Titelverteidiger Mersey Tigers konnte man keine nennenswerten Erfolge verzeichnen. Gleiches stellte sich in der folgenden Spielzeit 2011/12 ein, als man im Play-off-Halbfinale gegen den späteren Meister Newcastle Eagles ausschied.

### Cheshire Phoenix (seit 2012)
Die finanziell angeschlagenen Jets wurden im September 2012 von dem neuen Eigentümer Haydn Cook übernommen. Dieser erklärte jedoch nach der Beginn der Saison 2012/13 Ende Oktober 2012, das deutliche Defizit nicht ausgleichen zu können und alle Spielerverträge kündigen zu wollen. Die Ligaleitung suspendierte daraufhin nach sieben Spieltagen in der Saison 2012/13 das Franchise und ermöglichte die Übertragung der Lizenz auf das neue Franchise Phoenix nach Unterstützung von lokalen Sponsoren, da die Namensrechte an dem alten Franchise noch bei Cook lagen. Die Phoenix beendeten die Saison auf dem vorletzten Tabellenplatz vor den abgeschlagenen und sieglosen Mersey Tigers. Für die folgende Saison 2013/14 konnte man John Lavery als Trainer verpflichten, der die Mannschaft bereits in der Saison 2011/12 betreut hatte. Ihm zur Seite steht mit Mike Burton der langjährige Trainer aus den erfolgreichsten Zeiten der Jets. Bei Realisierung der neuen Arena in Ellesmere Port, die die ursprüngliche Spielstätte der Jets ersetzen soll, ist in der Zukunft auch eine Rückkehr nach Ellesmere Port möglich, da die bisherige Spielstätte Northgate Arena in Chester mit einem Fassungsvermögen von knapp über 1.000 Zuschauern nicht mehr den Anforderungen der BBL entspricht.